# Xidi
Xidi é uma aldeia em Anhui, China. Xidi recebeu esse nome devido a um rio da aldeia percorrer em direção leste-oeste, uma vez que "xi", em chinês, significa oeste. Mas também está relacionado com o nome Xidi o facto da região ter tido um posto de correio na antiguidade ("di" significa correio em chinês). 
A aldeia preserva 200 residências das dinastias Ming e Qing, onde a mais antiga possui 600 anos de história. 
O mármore preto é o material mais utilizado na produção de arcos de portas e janelas da aldeia, transmitindo uma sensação solene e misteriosa. Dois riachos de águas cristalinas cruzam o local. As residências bem dispostas inteiram perfeitamente as paisagens bucólicas chinesas. A aldeia de Xidi possui muitas residências clássicas, porém, apenas 13 são abertas ao público. Bem arrumados, os móveis mantêm o estilo estético das dinastias Ming e Qing.
Juntamente com Hongcun, Xidi foi declarada Património Mundial da Unesco em 2000.

## História
De acordo com registros históricos, no século VII um príncipe chinês refugiou-se em Xidi devido a um golpe de estado. Mudou seu nome e estabeleceu-se lá. Posteriormente, mais e mais pessoas se juntaram e assim a aldeia foi se formando. Durante o século XIV, alguns intelectuais enriqueceram com negócios, acabando empreendendo casas, templos e estradas, prosperando, assim, Xidi. 

## Ligações Externas
- CRI Online - De Xidi a Hongcun